# Стив Рэмбо
Стив Рэ́мбо (англ. Steve Rambo; 25 ноября 1956, Рочестер, Нью-Йорк, США) — американский порноактёр, наиболее известен в съёмках порнографических фильмов 1990-х.

## Биография
О прошлом Стива почти ничего не известно. Известно лишь то, что он родился 25 ноября 1956 года в г. Рочестер, Нью-Йорк, США. В детстве занимался спортом и имел увлечения в области кинематографа. В 35 лет ему удается заполучить второстепенную роль в фильме «Ореховые крекеры», но, как и всегда, известности это ему не приносит. Постоянные второстепенные роли почти уничтожают желания Стива сниматься в фильмах, пока в 1995 году к нему не пришло приглашение от известной студии «Catalina» для съемок в фильме «Gay, Muscle, Outdoors», после съемок в котором к нему пришла популярность. И после 11 лет своей карьеры в фильмах Catalina, в 2006 году Стив уходит из порно.
В июле 2023 года Стив Рэмбо встретился с режиссёром Catalina Video Джошем Элиотом в ресторане Elmer’s в Калифорнии. Это была их первая встреча за 17 лет с момента ухода Рэмбо из индустрии.

## Популярность
На пике своей популярности с 1998—2002 Стив играет главные роли в фильмах «Catalinaville», «Hostage in Grand Canyone», в двух частях эпопеи «In Cockpit», «Score!», «Boy Band» и других впоследствии популярных фильмах.
За роль в фильме Catalinaville получил награду «Лучший актёр» по версии премии The Grabbys.

## Фильмография
1. 1992 — Nut Crackers
2. 1994 — Chicago Erection Co.
3. 1995 — Palm spings weekend
4. 1995 — Male Box
5. 1995 — The roommate
6. 1995 — Hot Spring Orgy
7. 1996 — Log Jammer
8. 1996 — Priority male
9. 1996 — Mountain Jock
10. 1996 — Studio Tricks
11. 1996 — Street boyz
12. 1996 — IM Initiation
13. 1996 — Ace in Your Face
14. 1997 — Toys for Big Boys
15. 1997 — Tainted love
16. 1997 — Ranger in the Wild
17. 1997 — Night of the Living Bi-Dolls
18. 1997 — Detour
19. 1998 — Cat Man Do!
20. 1998 — Catalinaville
21. 1998 — Steve Rambo’s Wild West Adventerus
22. 1998 — Hostage in the Grand Canyon
23. 1998 — Harleys Crew’s
24. 1998 — Deep Woods In
25. 1999 — Thrill me!
26. 1999 — Tales from Two Cities
27. 1999 — Big guns 2
28. 2000 — Cockpit 1/2
29. 2000 — Voyager
30. Harley Does the Strip
31. 2002 — Boy Band
32. 2004 — Discover the secret